# 绛州文庙
新绛文庙，位于山西省运城市新绛县县城内东北隅的四府街东端，文庙路北口 四府街、正平街转弯处，是一处全国重点文物保护单位。

## 历史
新绛文庙创建年代无考。庙内陈列多通宋元以来古碑，其中有一宋代集字碑，为宋人集刻，用王羲之的字拼成《重修夫子庙碑记》，可见文庙至迟为宋代所建。其后金、元、明、清屡有增修。还有宋天圣、清雍正碑刻四通。

## 建筑
新绛文庙占地面积4140平方米，现存古建筑仅存中轴线上的照壁、泮池、棂星门、大成殿几处。其余古迹，包括明伦堂、尊经阁、名宦祠、乡贤祠、大成门、东西配殿、古柏等，原尊经阁下五上三，原东西庑有55楹，均已在内战和“文革”中遭到毁灭性破坏。大成殿等建筑由于被粮食局占用改建为城关粮站仓库，而得以幸存。大成门、东西配殿系新建。
棂星门四柱三间，悬山顶，檐下仿木结构斗拱。明正德十六年（1521年）由知州李文洁由木结构改建为石坊。
大成殿系明正统十三年（1448年）由绛州知州金溪王汝绩重建，坐北朝南，面阔七间，进深八椽，重檐歇山顶，琉璃脊饰，体量巨大，面积1678平方米。回廊宽阔，檐下施七踩单翘双下昂斗拱，木作复杂华丽。平台宽大，高1米余。

## 保护
1996年1月12日，新绛文庙公布为第三批山西省文物保护单位，编号3-113，古建筑及历史纪念建筑物类。
2013年3月5日，新绛文庙公布为第七批全国重点文物保护单位，编号7-0887-3-185，古建筑类。